# مسلم بن سعید کلابی
مسلم بن سعید کلابی در سال‌های ۷۲۳–۷۲۴ فرماندار خراسان ازسوی خلافت اموی بود. وی بیشتر به خاطر تلاش‌هایش برای سازش با مردم بومی فرارود و شکست بزرگ نظامی در «روز تشنگی» در برابر تورگش شناخته شده‌است.
مسلم تبار برجسته‌ای داشت: پدربزرگش اسلم در ۶۷۱–۶۷۵ به عنوان فرماندار خراسان خدمت می‌کرد و پدرش سعید از هواداران فرماندار توانمند عراق، حجاج بن یوسف بود و حجاج با گماشتن وی به عنوان فرماندار مکران، پاداش وفاداری‌اش را داد. هنگامی که پدرش در زمان فرمانداری کشته شد، مسلم به عنوان پسرخوانده توسط حجاج، در کنار دیگر پسرانش بزرگ شد.
نخستین پست رسمی وی به عنوان فرماندار در استانداری بصره در زمان عدی بن أرطاة الفزاری بود و گفته شد که وی به خوبی از عهده وظیفه‌اش برآمد. در هنگام شورش یزید بن مهلب در سال ۷۲۰، وی با بهمراه داشتن درآمدهای مالیاتی این استان، به سوریه گریخت.
مسلم همدم و هم‌نشین فرماندار عراق، عمر بن هبیره الفرازی شد و در ۷۲۲/۷۲۳ به عنوان فرماندار خراسان گماشته و جایگزین سعید بن عمر حرشی شد. او زمانی حساس در خراسان آغاز به کار کرد، زیرا ناآرامی‌های گسترده در میان ایرانیان و ترک‌های مناطق تازه‌تسخیرشدهٔ فرارود توسط حرشی به گونه‌ای وحشیانه سرکوب شده بود.
بن هبیره هنگام گماشتن وی به این جایگاه، به او سفارش کرد که با بومیان و بویژه موالی از در سازش درآید. در واقع، کلابی کسانی را سرکار گماشت که مورد پذیرش بومیان باشند، مانند بهرام سیس، زرتشتی‌ای که به عنوان مرزبان مرو گماشته شد.

## تصرف دره فرغانه
در سال بعد، وی تصمیم گرفت با هدف تصرف دره فرغانه، که در ناآرامی‌های سال‌های گذشته از دست رفته بود، یک لشکرکشی راه اندازی کند.
این لشکرکشی در گامهای نخست خود، هنگامی که خبر به تخت نشستن خلیفه جدید، هشام بن عبدالملک و گماشته شدن خالد قصری فرماندار جدید عراق، به دست آمد، با مشکلاتی روبرو شد. این مسئله، رقابت‌های قبیله‌ای اعراب خراسان را که مدت‌ها درهم می‌جوشید، نمایان ساخت. نیروهای یمنی (عرب‌های جنوبی) در بلخ در آغاز از پیوستن به این لشکرکشی خودداری کردند، زیرا انتظار فراخوانده شدن قریب‌الوقوع کلابی (که از عرب‌های شمال بود) ازسوی رژیم جدید را داشتند. تنها پس از آنکه نصر بن سیار نیرویی از موداریان (اعراب شمالی) را علیه یمنی‌ها رهبری کرد و آنها را در باروقان شکست داد، یمنی‌ها به ارتش کلابی پیوستند.
سرانجام این لشکرکشی در حالی پیش رفت که خالد قصری استاندار عراق به کلابی فراماندار پیشین خراسان نامه نوشت و از وی خواست تا این کار را ادامه دهد تا جایگزین وی، اسد بن عبدالله قصری، برادر خالد قصری، به خراسان برسد. کلابی ارتش خود را از دره سیردریا به فرغانه منتقل کرد و شهرک اصلی آن را محاصره کرد، اما خبر نزدیک شدن تورگش او را مجبور به عقب‌نشینی شتابزده به جنوب کرد.
پس از چند روز و در حالی که تورگش در تعقیب مسلمانان بود، ارتش اموی مسیر در وضعیتی یافت که توسط شاهزادگان بومی که با تورگش متحد شده بودند بسته شده بود. در به اصطلاح «روز تشنگی»، عرب‌ها ناگزیر شدند برای گذر از سیردریا و رسیدن به جای امن، خطوط دشمن را بشکنند و در این راه تلفات فراوانی بر ایشان بار شد.
کلابی رهبری ارتش را به عبدالرحمن بن نعیم الغامدی داد که بقایای ارتش را به سمرقند بازگردانَد این نابسامانی به فروپاشی تقریباً کامل حکومت مسلمانان در فرارود طی چند سال آینده انجامید.
گفته می‌شود که برخی از اعراب خراسانی پس از برکناری مسلم، به دلیل نقش او در ایجاد نبرد در باروقان، او را مورد هجوم قرار دادند، ولی غامدی برای جلوگیری از آنها میانجیگری کرد.
جانشین وی، اسد قصری، با او رفتار خوبی داشت و به او اجازه بازگشت به عراق را داد.